# Tom Daley

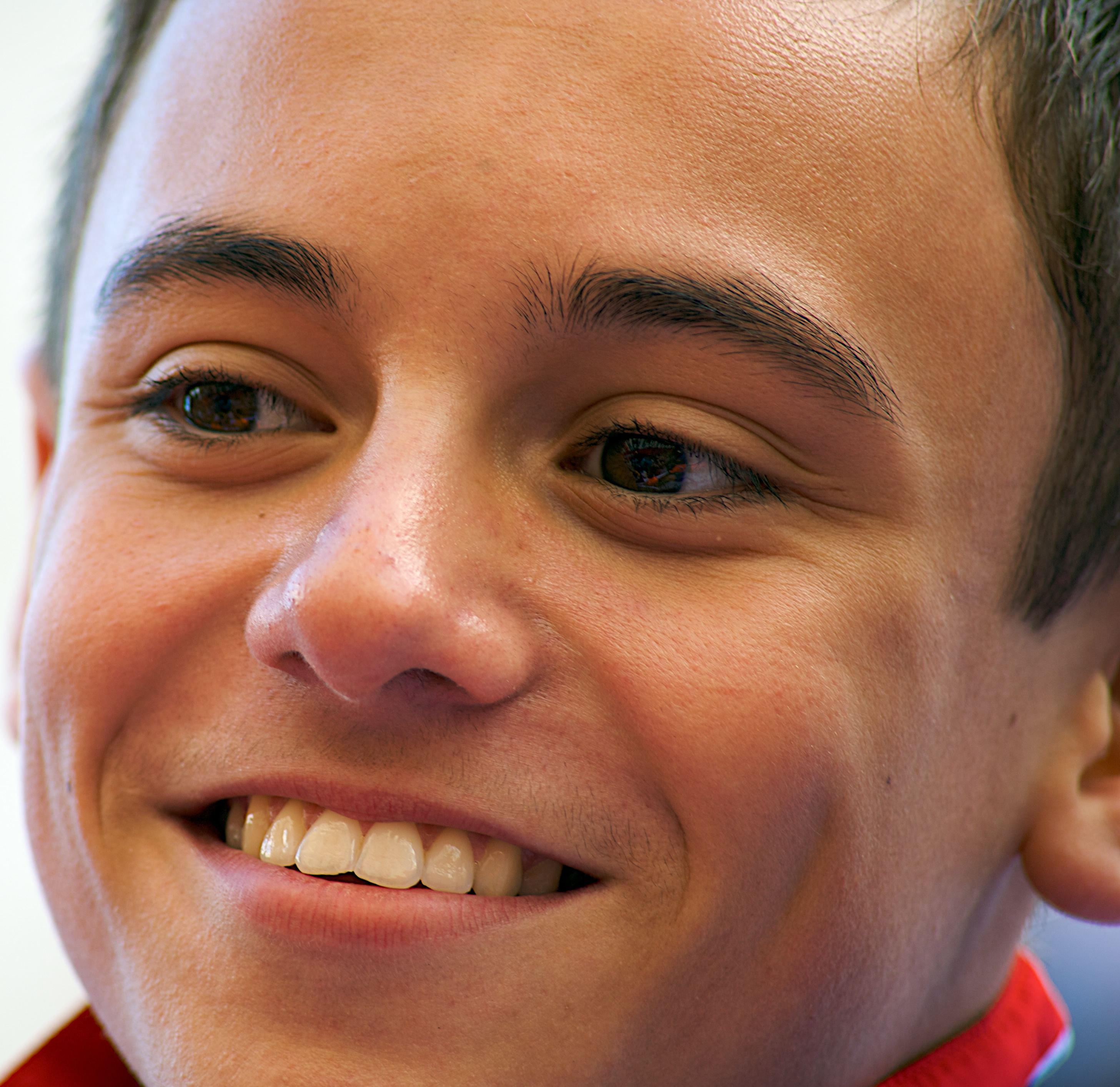
Daley im Alter von 14 Jahren für Team GB in Peking, Olympia 2008

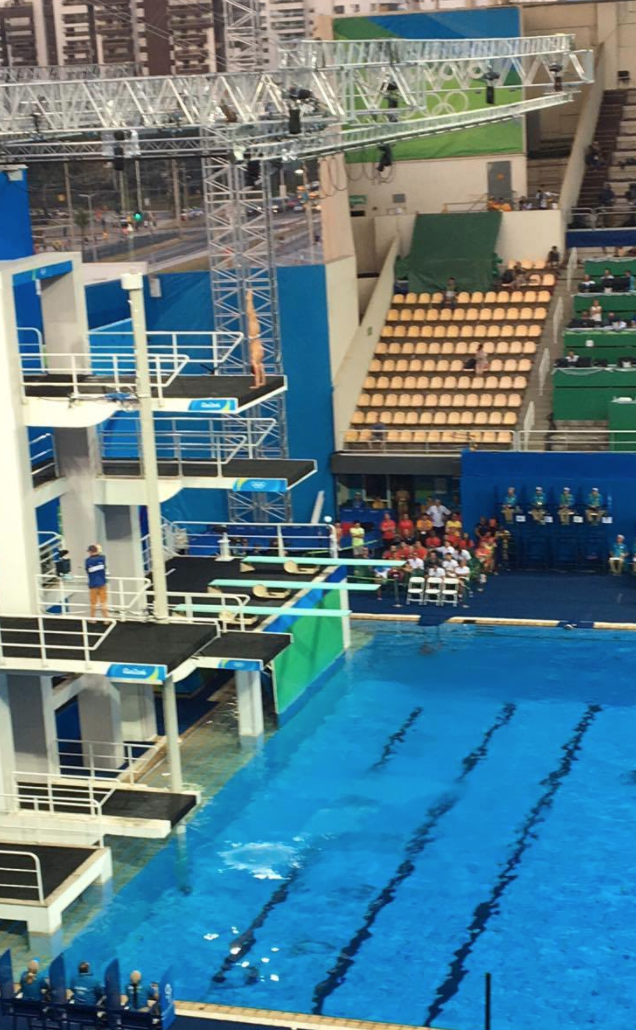
In Absprungposition (Handstand) auf der 10-Meter-Plattform des Estádio Aquático Olímpico, August 2016

Thomas Robert „Tom“ Daley OBE (* 21. Mai 1994 in Plymouth, England) ist ein ehemaliger britischer Wasserspringer, spezialisiert auf die 10-m-Kategorie. 2021 holte er olympisches Gold im Synchronspringen dieser Kategorie gemeinsam mit Matty Lee.
Bereits bei der Weltmeisterschaft 2009 in Rom gewann er das 10-Meter-Turmspringen und ging damit als jüngster Weltmeister in die Geschichte ein. Er vertrat sein Heimatland bei zahlreichen internationalen Wettkämpfen, darunter fünfmal bei den Olympischen Spielen (2008, 2012, 2016, 2020, 2024).

## Karriere

### Olympische Spiele bis Peking 2008
Im Alter von sieben Jahren begann Daley mit dem Turmspringen und trat schon in sehr jungen Jahren bei nationalen und internationalen Wettbewerben an. Schon nach kürzester Zeit nahm ihn der olympische Trainer Andy Banks unter seine Fittiche und begleitete den talentierten Grundschüler noch bis nach dessen zweiter Olympiateilnahme in London 2012. Bereits mit neun Jahren sprang er erstmals von der 10-m-Plattform (üblicherweise beginnen auch Spitzenathleten damit erst ab etwa 14–16 Jahren). In den Jahren 2004, 2005 und 2006 war er britischer Jahrgangsbester in allen Kategorien (1-m-Sprungbrett, 3-m-Sprungbrett, Sprungturm). Auf dem Sprungturm gewann er im Juni 2004, einen Monat nach seinem 10. Geburtstag, seinen ersten nationalen Juniorentitel bei den britischen Meisterschaften der unter 18-Jährigen und wurde damit der jüngste Gewinner dieser Kategorie. Er galt als Medaillenanwärter für die Olympischen Sommerspiele 2012 in London und wurde vom Athletenförderprogramm der britischen Regierung finanziell unterstützt. Dies ermöglichte ihm, fortan auch bei internationalen Wettbewerben anzutreten – stets begleitet von seinem Vater und einem stetig wachsenden Medieninteresse.
2005 trat er als Gast bei den Australian Elite Junior Nationals an und wurde Erster am Sprungturm und Zweiter auf dem 3-m-Sprungbrett in der Konkurrenz der 14- bis 15-Jährigen. Im selben Jahr trat er auch beim Aachen Junior International Event in dieser Altersgruppe an, wo er Zweiter am Sprungturm und Dritter auf dem 3-m-Sprungbrett wurde. 2006 war er sowohl am Sprungturm als auch auf dem 3-m-Sprungbrett britischer Meister der unter 18-Jährigen. Auf dem 10-m-Sprungturm wurde er bei den britischen Meisterschaften der Erwachsenen 2006 Dritter und im darauffolgenden Jahr Zweiter.
Da er eine der britischen Olympiahoffnungen war, wurde er ab 2004 von der BBC-Fernsehserie Olympic Dreams begleitet.
Im Januar 2007 erhielt Daley im Alter von 12 Jahren eine Sondererlaubnis, um am Australian Youth Olympic Festival teilzunehmen. Normalerweise müssen die Teilnehmer hier mindestens 15 Jahre alt sein. Trotz einer anhaltenden Daumenverletzung schaffte Daley es, mit Callum Johnstone eine Silbermedaille im Finale des Synchronspringens vom 10-m-Turm zu gewinnen. Im gleichen Jahr gewann er den Erwachsenentitel am Sprungturm bei den ASA national Championships, einem rein englischen Wettkampf, und begann an FINA-Wettbewerben teilzunehmen. Ebenfalls 2007 wurde Daley mit dem BBC Sports Personality of the Year / Young Personality Award ausgezeichnet.
Im Januar 2008 gewann er in der 10-m-Sprungturm-Kategorie bei den britischen Meisterschaften und wurde der jüngste britische Gewinner des 10-m-Titels. Mit seinem neuen Partner, dem zwölf Jahre älteren Blake Aldridge, gewann er auch den 10-m-Synchrontitel am Sprungturm. Zwei Wochen später gewann er beim Grand Prix in Madrid seine ersten Medaillen auf FINA-Ebene, einmal Bronze im Einzelwettbewerb am Sprungturm und Silber im Synchronspringen.
Es folgte der Gewinn der Bronze-Medaille im Synchronspringen beim FINA Diving World Cup im chinesischen Peking im Februar 2008. Die Punktzahl von Daley und Aldridge war britischer Rekord und Daley wurde der jüngste männliche Medaillengewinner aller Zeiten in einem internationalen Wettbewerb. Im Einzelwettbewerb wurde er Siebter.
So hohe Platzierungen im zweijährlich ausgetragenen Weltcup gehen im olympischen Jahr zudem mit der Qualifikation für die folgenden Olympischen Spiele einher.
Die zweifache Qualifikation (10-m-Einzel- und Synchronspringen) des dreizehnjährigen Daley wurde vom Olympischen Komitée akzeptiert, obwohl das Teilnahmealter sonst auf mindestens 16 Jahre festgesetzt ist. Zum Zeitpunkt seines ersten Wettkampfsprunges von der olympischen 10-Meter-Plattform in Peking war er 14 Jahre und 81 Tage alt. Zunächst hieß es, er sei damit der jüngste männliche Olympiateilnehmer Großbritanniens aller Zeiten, es stellte sich aber heraus, dass 48 Jahre zuvor der Ruderer Ken Lester, der 1960 an den Olympischen Spielen teilnahm, mit 13 Jahren und 144 Tagen zu dieser Zeit noch jünger war. Daley bleibt der mit Abstand jüngste Olympiateilnehmer seiner beiden Disziplinen.
Im März 2008 gewann Daley als jüngster Sportler bei den Schwimmeuropameisterschaften 2008 in Eindhoven Gold. Davor war der schottische Schwimmer Ian Black der jüngste Medaillengewinner. Er gewann 1958 im Alter von 17 Jahren europäisches Gold.
Bei den Olympischen Spielen in Peking im Sommer 2008 belegten Daley und sein Partner Blake Aldridge im Synchronspringen den achten und damit letzten Platz. Für das schlechte Abschneiden machte Aldridge den Medienrummel um Daley verantwortlich, der diesen nervös gemacht habe. Auch kam es zwischen ihm und Daley zum Streit, da Aldridge zwischen den Runden mit seiner Mutter telefoniert hatte. Im Einzelspringen belegte Daley Platz 7.

### Olympische Spiele bis London 2012
Im September 2008 war er Vierter in der FINA-Weltrangliste der Männer in der Kategorie 10-m-Sprungturm.
Im Februar 2009 verteidigte er seinen ersten Platz im 10-m-Turmspringen bei den britischen Meisterschaften und errang mit 517,55 Punkten eine persönliche Bestleistung, 133,45 Punkte vor dem Zweitplatzierten. Seinen Titel im 10-m-Synchronspringen konnte er jedoch nicht verteidigen, da sein Sprungpartner Blake Aldridge einige Tage zuvor bei einer Prügelei in einem Nachtclub verletzt worden war. Im März 2009 verbesserte er mit dem dritten Platz beim Diving World Series Event in Changzhou (China) seine persönliche Bestleistung auf 540,70 Punkte. Im darauffolgenden Monat wurde er beim nächsten World Series Event in Sheffield (England) Zweiter und konnte mit 540,85 Punkten die vorherige Punktzahl ein weiteres Mal überbieten.
Nach dem Nachtclub-Vorfall Aldridges und dem daraus resultierenden Ausfall bei den British Championships forderte Daleys Vater einen anderen Sprungpartner für seinen Sohn. Im April 2009 wurde daher der lediglich zwei Jahre ältere Max Brick sein neuer Sprungpartner. Das neue Duo errang beim FINA Grand Prix am 8. Mai 2009 in Fort Lauderdale im 10-m-Synchronspringen die Silbermedaille. Daley gewann das Einzelspringen mit einer neuen Bestleistung von 554,90 Punkten, inklusive einer Bestwertung von 7 × 10 Punkten bei einem seiner Sprünge.

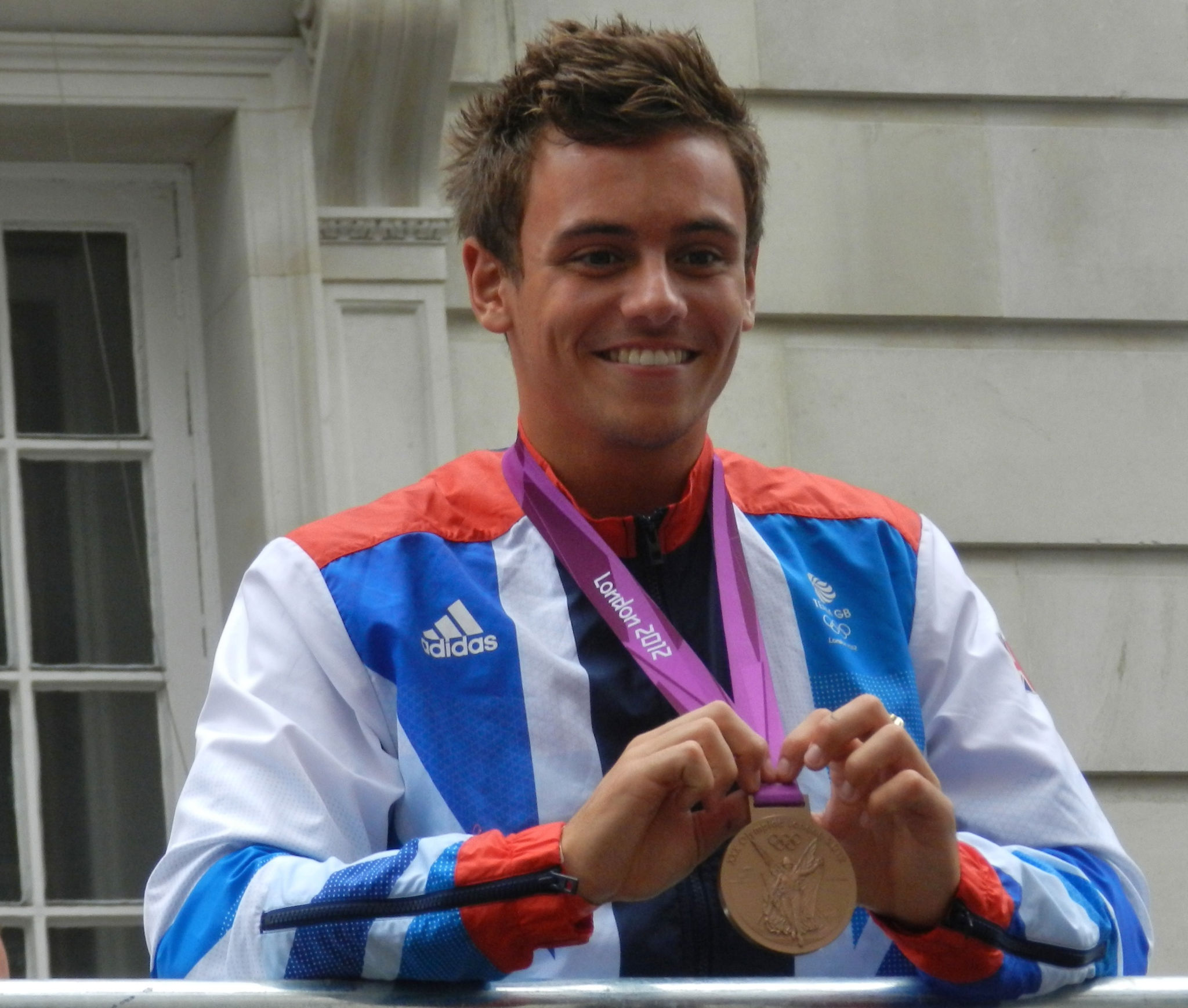
Olympic Victory Parade 2012

Ab 2011 sprang Daley in 10-m-Synchronwettbewerben zusammen mit Turm-Weltmeister Peter Waterfield. Das Duo sollte zusammen bei den Olympischen Spielen 2012 in London um die Medaillen springen.
Nachdem im Mai 2011 Daleys Vater seinen mehrjährigen Kampf gegen den Krebs verlor, setzte Daley zwar sein Training sowie die Abitur- und Führerscheinvorbereitungen fort, sein Trainer erarbeitete aber mit ihm, den Direktoren und Sportpsychologen des britischen Kaders einen neuen, entsprechend angepassten Trainingsplan. Bei der Weltmeisterschaft Mitte Juli 2011 in Shanghai erreichten Daley und Waterfield Rang sechs.
In der Einzelkonkurrenz vom Turm wurde Daley Fünfter. Bei der feierlichen Eröffnung des London Aquatics Centre am 27. Juli 2011 (exakt ein Jahr vor Beginn der Olympischen Spiele in London) wurde Daley als erfolgreichstes Aushängeschild des britischen Kaders gebeten, den neuen Sprungturm einzuweihen. Dieser Akt bestand aus einem einzelnen Sprung von der 10-Meter-Plattform vor großem Publikum und der internationalen Presse.
Das hohe Medieninteresse und das parallel ansteigende Sponsoreninteresse an Tom Daley hat unter anderem zur Konsequenz, dass er nicht länger vom olympischen Sportbund finanziert wird, was ihn wiederum in Abhängigkeit von seiner ständigen medialen Präsenz bringt. So erschienen zur Finanzierung seines Trainings auch zunehmend Fanartikel wie Fotokalender und Autogrammkarten, es entwickelten sich Werbepartnerschaften und regelmäßig Intervieweinladungen von Zeitschriften, Radio, Fernsehen und Online-Presse. Im Vorfeld der Olympischen Spiele war er so neben seinen sportlichen und schulischen Verpflichtungen auch von der britischen Werbeindustrie vermehrt gefragt und erhielt beispielsweise wie alle Athleten vom Olympiahauptsponsor Mini als Werbeaktion ein eigenes Auto, noch bevor er seine ersten Fahrstunden nehmen konnte.
Bei den Olympischen Spielen in London verfehlten Daley und Waterfield mit Platz vier knapp eine Medaille. In einem hochklassigen Einzelfinale vom Turm führte Daley vor dem letzten Sprung die Konkurrenz an, musste sich aber dann dem US-amerikanischen Olympiasieger David Boudia (568,65 Punkte) und dem Chinesen Qiu Bo (566,85) geschlagen geben und gewann mit 556,95 Punkten die Bronzemedaille. Bei jedem Wettkampf im Turmspringen wird das Publikum vorab darauf hingewiesen, dass Blitzlichtfotografie aus Sicherheitsgründen verboten ist.
Die schon seit Beginn seiner Karriere erwachsene Popularität Daleys in seinem Heimatland führte zu einer besonders großen Zuschauerzahl bei den Spielen in London, von denen offenbar viele die Gefahren des Sports nicht begriffen. Bei Daleys erstem Sprung im 10-m-Einzel-Finale brach ein Blitzlichtgewitter los. Die Schrauben-Elemente seines ersten Sprunges (DD 3,6) führten zum Blick in Richtung Publikum, durch das hervorgerufenen Blinzeln verlor Daley auf halbem Wege in der Luft die Orientierung. Obwohl er glücklicherweise unverletzt landete und sich für den Sprung noch 75,6 Punkte (5 × 7,0; 2 × 7,5) sichern konnte, klagte sein Trainer erfolgreich eine Sprungwiederholung ein, das Publikum wurde noch einmal eindringlich auf die Gefahr von Blitzlichtern für die Wasserspringer hingewiesen. Sein zweiter Versuch verlief problemlos und brachte ihm mit Einzelwertungen zwischen 8,0 und 9,0 (eingegangen 3 × 8,5) insgesamt 91,80 Punkte ein. Die Differenz von mehr als 15 Punkten zu seiner ersten Wertung war mit der Befürchtung verbunden, die zweite Chance könne ihm im Nachhinein als unfairer Vorteil ausgelegt werden und seine sportliche Spitzenleistung in den Hintergrund rücken. Letztlich trennten Daley vom Viertplatzierten aber fast 30 Punkte, die Bronzemedaille hätte er sich also selbst ohne seine anfängliche zweite Chance gesichert. Es blieb der einzige Zwischenfall des Turniers.

### Olympische Spiele bis Rio 2016
Daley behielt das Ereignis trotz der erfolgreichen Wiederholung in derart schlechter Erinnerung, dass er selbst nach intensiver Arbeit mit den Sportpsychologen des Kaders den Schraubensprung nicht länger angstfrei darbieten kann. Nach dem Ende der erfolgreichen Olympischen Spiele 2012 konnte Daley seinen 18. Geburtstag nachfeiern und eine Zeit lang neu entdeckte Freizeit genießen. Im Anschluss hatte er Schwierigkeiten, wieder in den harten Trainingsalltag zurückzufinden. Er reduzierte seinen Trainingsaufwand, konzentrierte sich vorerst auf seine Schulabschlussprüfungen im Frühjahr 2013 und willigte Anfang 2013 ein, bei der BBC-Fernsehshow Splash! als Mentor/Trainer für die prominenten Teilnehmer des Turmspringen-Fernsehwettkampfes zu wirken. Als Juroren der Show wurden neben Comedian Jo Brand auch Daleys langjähriger Trainer Andy Banks und sein früherer Mentor Leon Taylor (selbst ehemaliger olympischer Wasserspringer) engagiert.
Im März 2013 nahm sich Daley eine einmonatige Auszeit vom ohnehin zurückgefahrenen Training und lernte in diesen Wochen den US-Amerikaner Dustin Lance Black kennen. Die Beziehung zu dem hart arbeitenden politischen Aktivisten und Filmemacher (Oscargewinn 2009 für sein Drehbuch zu Milk) weckte in Daley die Motivation, seinen Hochleistungssport wieder aufzunehmen. Im Frühsommer zog er aus seinem Elternhaus aus und mit Black in eine eigene Wohnung nach London. Dort nahm er im olympischen Wassersportzentrum sein Training wieder auf – nach seinem erfolgreichen Schulabschluss erstmals in Vollzeit und mit neuer Sponsorenpartnerschaft mit Adidas.
Das ganze Jahr über hatte er mit schweren Verletzungen zu kämpfen. Bei der Weltmeisterschaft 2013 im spanischen Barcelona musste sein inzwischen zum vierten Mal gerissener Trizeps (eine potenziell karrierebeendende Verletzung) von den anwesenden Sportmedizinern wiederholt behandelt und Daley mehrfach mit Schmerzmittel-Injektionen versorgt werden. Er erreichte dadurch schließlich noch das Finale und dort den sechsten Platz. Bis Jahresende erholte er sich von der Verletzung und nahm sein Training wieder auf. Als er im Dezember 2013 schließlich mit seiner Liebesbeziehung an die Öffentlichkeit ging, erhielt er in seiner Heimat und vielen anderen Ländern weltweit von Presse, Sportlerkollegen und Zuschauern eine derartige Welle der Anerkennung und Unterstützung, dass ihm entgegen allen Befürchtungen auch die zur Ausübung seines Sports essenziellen Sponsoren erhalten blieben. Noch in der gleichen Woche wurde zudem die BBC-Sportshow Splash! und Daleys Mentorenschaft offiziell um eine weitere Staffel verlängert.
Zum Jahresbeginn 2014 trennte er sich für seinen ganzheitlichen Neuanfang als Vollzeit-Athlet in London auch von Andy Banks, der ihn als Trainer seit Beginn seiner Laufbahn als Siebenjähriger begleitet hatte.
Der Direktor des britischen Wassersport-Kaders engagierte für das Wassersprung-Team im Frühjahr 2014 die erfahrene Trainerin Jane Figueiredo. Doch auch Figueiredo konnte Daleys Angst vor dem Schraubensprung nicht weit genug in den Griff bekommen, um wieder an die Weltspitze seines Feldes zu steigen. Da eine solche Schrauben-Kombination mit diesem oder ähnlichem Schwierigkeitsgrad (3,6) aber in jedem internationalen Wettkampf gefordert wird, erarbeitete er stattdessen nur 18 Monate vor den folgenden Olympischen Spielen 2016 eine völlig neue, nie zuvor dargebotene Sprungkombination anhand einer Vorlage aus dem Cirque du Soleil.
Der Sprung (3,5 gehechtete Salti (mit gestreckten Beinen), dann eine Schraube) erhielt in folgenden Wettkämpfen den Spitznamen Feuerwerk (Firework).
Nach anfänglichen Misserfolgen mit dem Firework-Schraubensprung im Verlauf der FINA Diving World Series konnte er bereits im Sommer 2014 mit einer Goldmedaille im Turmspringen bei den Commonwealth Games in Glasgow sowie der Silbermedaille bei der Europameisterschaft in Berlin wieder an alte Erfolge anknüpfen. Auch erhielt er mit James Denny wieder einen neuen Synchronpartner, mit dem er bei den Commonwealth Games nach nur sieben Tagen gemeinsamen Trainings bereits eine Silbermedaille gewann und bei den Europameisterschaften einen guten vierten Platz erreichte.
Bei der Weltmeisterschaft 2015 in Kasan (Russland) belegte Daley den dritten Platz in der Einzelkonkurrenz vom 10-m-Turm und gewann zusammen mit Rebecca Gallantree den Team-Kombinationswettbewerb. Durch seine Einzelleistung qualifizierte er sich bereits für die Olympischen Spiele 2016 (Rio de Janeiro, Brasilien) in dieser Kategorie. Eine so frühzeitige Olympiaqualifikation bedeutet für die Athleten eine erhebliche Entlastung im folgenden olympischen Jahr.
Seit Oktober 2015 springt Daley in 10-m-Synchronwettbewerben mit einem neuen Partner, Daniel Goodfellow, mit dem er im folgenden Februar beim FINA-Weltcup im Wasserspringen 2016 die Bronzemedaille gewann und sich somit auch in der Synchronkategorie für Olympia 2016 qualifizieren konnte. Bei den Sommerspielen in Rio gewannen Daley und Goodfellow anschließend ebenfalls die Bronzemedaille in dieser Kategorie.
Im 10-m-Einzelwettkampf erreichte Daley mit herausragenden Sprungdarbietungen in der Vorrunde als Ranglistenerster das Halbfinale, schied dann aber überraschend aus. Es war der erste (und bislang einzige) internationale Wettbewerb seiner Karriere, bei welchem er nicht zumindest ins Finale einziehen konnte.
Bis Oktober 2016 bestand Daleys Sammlung bereits aus 160 Medaillen und Auszeichnungen.

### Olympische Spiele bis Paris 2024
Im Juli 2017 gewann Daley bei den Schwimmweltmeisterschaften in Budapest zum ersten Mal seit seinem WM-Erfolg 2009 den Weltmeistertitel im Turmspringen. Seine hierbei erreichte Gesamtwertung (im Finale) von 590,95 Punkten war persönlicher Rekord und setzte sich nicht nur gegen die bei diesem Wettbewerb besonders harte chinesische Konkurrenz durch (Silber erhielt mit 585,25 Pkt. der Sieger der Olympischen Spiele 2016, Chen Aisen; dritter wurde Landsmann Jang Yian mit 565,15 Pkt; alle anderen Finalisten waren um mehr als 100 Punkte schlechter als Daley), sondern lag auch über der Punktzahl, für die Aisen im Vorjahr mit olympischem Gold belohnt worden war (585,30). Im Synchronspringen wurden Daley und Goodfellow vierte.
Nach dem Gewinn seiner vierten Commonwealth-Goldmedaille im April 2018 (10 m Synchron) musste Daley seine Teilnahme am Einzelwettkampf kurzfristig zurückziehen. Schwere Rücken- und Hüftprobleme machten ihm die Titelverteidigung unmöglich. In der Folge kündigte er an, sich nach 15 Jahren Dauertraining eine Wettkampf-Auszeit bis zum Ende des Jahres zu nehmen und sich von verschiedenen gesundheitlichen Problemen zu erholen (seit Jahresbeginn hatte er mit Unterkühlungsproblemen, einer Gehirnerschütterung, einer Schienbein- und einer schweren Hüftverletzung zu kämpfen).
Der amtierende Welt- und Commonwealth-Meister verpasste dadurch den FINA-Weltcup 2018 in Wuhan (China) und die Europameisterschaft im schottischen Glasgow im August, wo an seiner Stelle Ross Haslam mit Grace Reid im gemischten Synchronspringen von 3 Meter antrat und Silber sichern konnte.
Im Frühsommer 2018 beendete Daley auch sein Training vollständig (zuvor an sechs Tagen der Woche jeweils sechs Stunden reine Trainingszeit) und ging nach Los Angeles, um dort Zeit für seinen im Juni neugeborenen Sohn zu haben. In den ersten Monaten seiner Elternzeit beschränkte er sich dort ausschließlich auf einfache Home-Workouts, insofern Zeit und Kraft dies erlaubten. Auch während seiner Auszeit blieb er offiziell Teil des olympischen Kaders (Team GB), wo er ohnehin längst vom jüngsten zum ältesten Mitglied geworden ist.
Ab August zog er das sportliche Pensum wieder an, wenige Wochen darauf zog die Familie zurück nach England und Daley begann am 10. September wieder mit dem regulären Training unter Jane Figueiredo, um sich in den verbleibenden 18 Monaten wieder möglichst intensiv auf Olympia vorzubereiten (während Black vorerst von zu Hause arbeitete und den Hauptanteil der Erziehung des gemeinsamen Sohnes übernahm). Bereits wenige Monate später hatte Daley sein Trainingslevel wieder auf ein Wettkampfniveau gebracht und trat wieder zu nationalen und internationalen Wettbewerben an. Die Teilnahme an den Olympischen Spielen 2020 in Tokio war zwar schon lange fest eingeplant, neben seinem Trainingsstand aber vor allem von seiner körperlichen/gesundheitlichen Verfassung zum Wettkampftermin abhängig.
Am 15. Juli 2019 sicherten sich Daley und sein Sprungpartner Matty Lee eine Bronzemedaille bei den Schwimmweltmeisterschaften 2019 in Gwangju (Südkorea). Damit qualifizierten sie sich schon frühzeitig für die Teilnahme an den Olympischen Spielen 2020 in ihrer Kategorie (10-Meter-Synchronspringen). Es folgte die 10m-Einzelqualifikation für Daley. Aufgrund der COVID-19-Pandemie mussten die Spiele um ein Jahr verschoben werden.
Im Synchron-Finale in Tokio sicherten sich Daley und Lee im Juli 2021 schließlich olympisches Gold. Im Einzelfinale im Turmspringen gewann Daley außerdem die Bronzemedaille.
Bei der Eröffnung der Commonwealth Games 2022 Ende Juli 2022 durfte Daley den Staffelstab ins Stadion tragen.
Zwei Jahre später trat Daley bei den Olympischen Sommerspielen 2024 in Paris gemeinsam mit Noah Williams im Synchronwettbewerb vom 10-Meter-Turm an. Beide gewannen hinter den Chinesen Yang Hao und Lian Junjie die Silbermedaille.
Am Tag nach der Schlussfeier gab Daley in einem Interview mit der britischen Vogue seinen offiziellen Rücktritt vom Wasserspringen bekannt.

### Karriere ab 2025
Im Januar 2025 war Daley in der vierten Episode der sechsten Staffel der britischen Version von The Masked Singer Gastmitglied des Rateteams.

## Privates
Tom Daley wuchs als ältester Sohn von Debbie (geb. Selvester) und Robert Daley mit seinen Brüdern William und Ben im südwestenglischen Plymouth (Devon) auf, nach seinem Schulabschluss 2013 zog er für einen Trainerwechsel nach London.
Neben seiner Muttersprache Englisch spricht er auch Spanisch.
Seit Daleys ersten großen Wettkampferfolgen im Alter von zehn Jahren steht sein Leben in der Öffentlichkeit. Zwischen 2005 und 2009 folgte ihm in regelmäßigen Abständen ein Sportreportageteam der BBC für eine Langzeit-Trainingsdokumentation der jüngsten athletischen Talente des Landes. Spätestens seit seiner Qualifikation als jüngster britischer Teilnehmer bei den Olympischen Spielen und kurz darauf dem Titel des jüngsten Wassersprung-Weltmeisters aller Zeiten ist er in Großbritannien bekannt.
Nach seinen ersten Olympischen Spielen im Alter von gerade 14 Jahren wurde er in seiner Schule gehänselt (hauptsächlich wegen der für die Sprünge aus großer Höhe notwendigen ultrakurzen und engen Badehosen – budgie smugglers), dass seine Eltern ihn schließlich die Schule wechseln ließen.
Auch der Tod seines Vaters durch einen Hirntumor am 27. Mai 2011 nach langer Krankheit wurde international zum Thema und in Interviews, von Sportkommentatoren und Zeitungsjournalisten wiederholt aufgegriffen.
Nach einigen Jahren im Medienrummel und einem Fotografie-Wahlfach in der Oberstufe nahm Daley schließlich die Berichterstattung selbst in die Hand und ist seither in verschiedenen sozialen Medien, insbesondere aber auf YouTube unterwegs, wo er sportbegeisterte Zuschauer an seinen Trainingseinheiten teilhaben lässt, Techniken erklärt, Rezepte teilt oder ihnen einen privaten Blick ins olympische Dorf oder andere für die Öffentlichkeit sonst nicht zugängliche Bereiche des Sportlerlebens gewährt.
Die langjährige Krebsbehandlung seines Vaters, der nach seiner ersten Diagnose 2006 zwei bösartige Tumore durch erfolgreiche Operationen und Chemotherapie vorerst überstand und schließlich 2011 seinem dritten großen Hirntumor erlag, brachte Daleys Familie mit verschiedenen Krebshilfestiftungen in Kontakt. Robert Daley hatte seinen Sohn bis 2010 zu jedem einzelnen nationalen und internationalen Wettbewerb begleitet. Noch 2010 hatte die BBC einen mehrjährigen Langzeitdokumentarfilm über Tom Daleys bisherige Karriere unter die Überschrift The Diver and His Dad (Der Wasserspringer und sein Papa) gestellt.
Die von der landesweiten Presse ausführlich dokumentierte und von fast 400 der Familie unbekannten anteilnehmenden Fans besuchte Beerdigung nahm die Familie zum Anlass, im Vorfeld anstelle von Blumengestecken um Spenden für drei verschiedene Einrichtungen zu bitten: Das St Luke’s Hospice, die Hilfsorganisation Marie Curie Cancer Care und den Samantha Dickson Brain Tumour Trust. Für die letztgenannte Stiftung hatte Tom Daley Jahre zuvor bereits eine Schirmherrschaft übernommen.
Am 2. Dezember 2013 gab der neunzehnjährige Daley in einem YouTube-Video bekannt, sich in einen Mann verliebt zu haben. Kurz zuvor hatte er auf die Frage eines Journalisten, wie er zu seiner wachsenden schwulen Fangemeinde stehe, mit demonstrativer Gleichgültigkeit reagiert. Dies wurde in einem Zeitungsartikel dann jedoch nicht nur als Toleranz ausgelegt, sondern gleichzeitig als Klarstellung missverstanden, Daley selbst sei eben nicht schwul. Diese Falschaussage führte zu einem empfundenen Klärungsbedürfnis, obgleich ihm Teamkollegen, Trainer und Freunde zuerst deutlich von seinem geplanten Schritt abrieten.
Ein Coming-out auf einem Höhepunkt seiner Sportlerkarriere hätte den vielversprechenden, talentierten Athleten die Karriere kosten können, da Training, Reise- und Materialkosten das Anwerben von Sponsoren und dafür oft ein gewisses Image erfordern.
Im Wasserspringen zeichnet sich jedoch keine so starke Homophobie mehr ab wie in vielen anderen Sportarten, schon 2008 wurde der Australier Matthew Mitcham in Daleys Hauptkategorie, der 10-Meter-Plattform, zum ersten offen schwul lebenden Olympiasieger, was jedoch international noch für großen Medienaufruhr sorgte. Bei jenen Olympischen Spielen fanden sich unter weit über 10.000 Teilnehmern nur acht offen lesbische und zwei offen schwule Athleten (der andere war Mitchams Landsmann Mathew Helm, ebenfalls Wasserspringer); sieben von ihnen brachten Medaillen nach Hause.
Die Sorge, durch sein Outing zu „dem schwulen Sportler“ zu werden, bestätigte sich nicht; der mediale Fokus verblieb auf seinem sportlichen Erfolg, sein Privatleben fand und findet nur noch gelegentlich und am Rande Erwähnung in der Sportberichterstattung. Daleys Video wurde inzwischen 12,5 Millionen Mal angesehen.

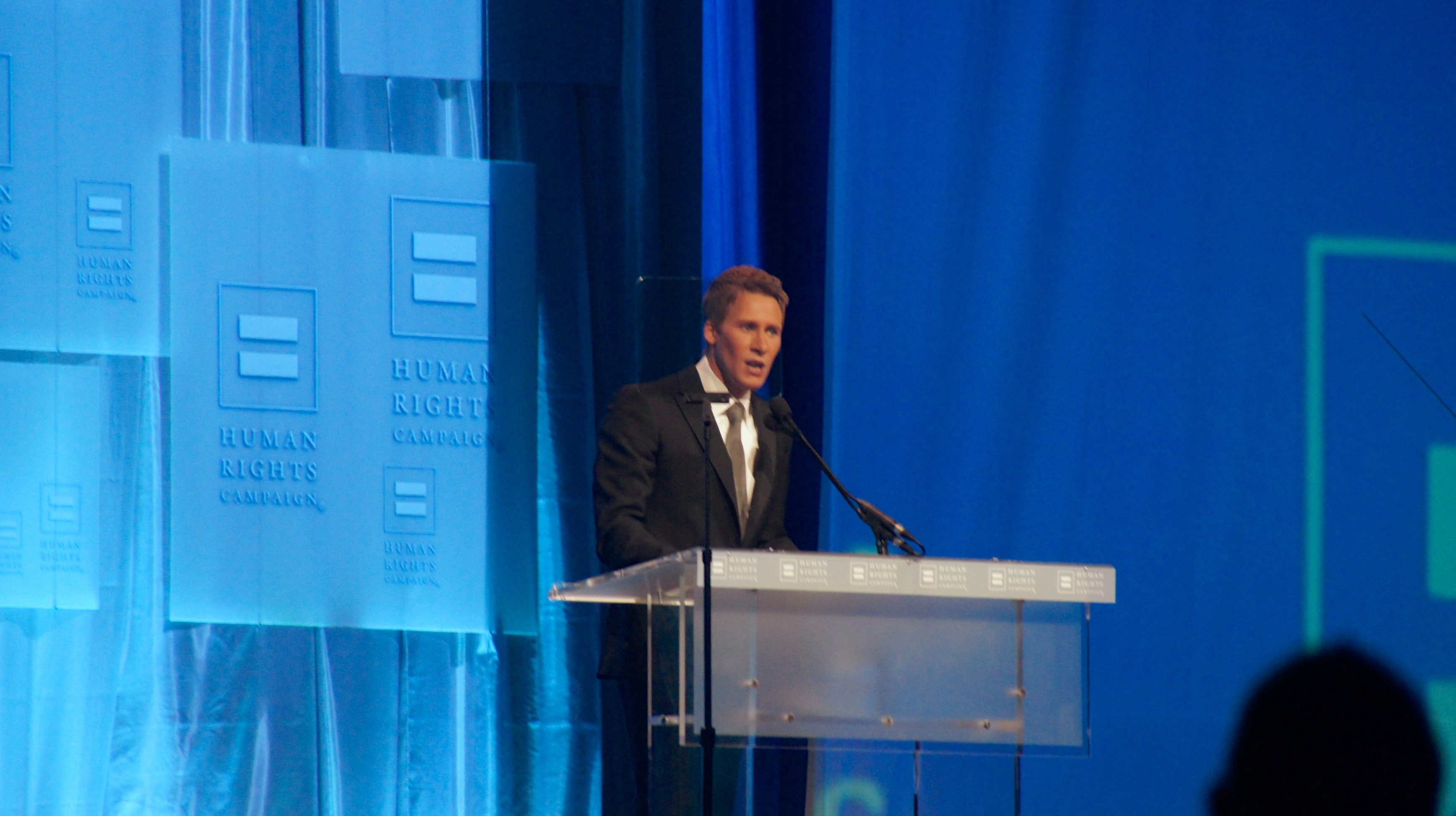
Ehemann D. Lance Black; Human Rights Campaign National Dinner 2012

Aufhänger für sein öffentliches Coming-out war der Beginn seiner ernsthaften Liebesbeziehung zu Dustin Lance Black (* 1974) im Frühjahr 2013. Der texanische Filmemacher und Aktivist erhielt unter anderem 2009 den Oscar für sein Drehbuch zu Milk. In seinen YouTube-Vlogs bietet Daley neben den Sport- und Ernährungsthemen schon lange auch unterhaltsame Einblicke in das alltägliche Privatleben des Paares und wird auch international mehr und mehr als Vorbild im nicht nur sportlichen Sinne wahrgenommen.
Anfang Oktober 2015 gaben die beiden ihre Verlobung auf traditionelle Art über eine kleine Anzeige in der Times bekannt, seit dem 6. Mai 2017 sind sie verheiratet. Am 27. Juni 2018 kam ihr erstes gemeinsames Kind, ein Sohn, zur Welt. Er erhielt seinen Namen nach Daleys verstorbenem Vater Robert.
In und außerhalb seiner Arbeit bringt sich Dustin Lance Black lautstark politisch für die Rechte von Minderheiten und die Beseitigung von Vorurteilen über die und innerhalb der LGBT-Gemeinschaft ein. Er machte sich gegen viele Positionen der Trump-Administration stark und tritt insbesondere für einen besseren Umgang mit Muslimen in seinem Heimatland USA ein. Dieses klare politische Engagement führte auch dazu, dass Daley zunehmend öffentlich Stellung bezieht und Black wenn möglich zu Reden vor Menschenrechtsorganisationen und anderen Anlässen begleitet. 2014 war er im Vorfeld des schottischen Unabhängigkeitsreferendums eine von 200 britischen (auch schottischen) Persönlichkeiten des öffentlichen Lebens, die in einem offenen Brief im Guardian die schottischen Wähler eindringlich baten, für den Verbleib im Vereinigten Königreich zu stimmen.
Die mediale Aufmerksamkeit im Rahmen seines Goldmedaillengewinns bei den Commonwealth Games 2018 nutzte er, um kurz vor dem zweijährlichen Treffen der Landesvertreter aller Commonwealth-Nationen (2018 in London) die Aufmerksamkeit auf die 37 Commonwealth-Länder zu lenken, in denen Homosexualität nach wie vor als Straftat geahndet wird. Bereits wenige Tage später reagierte Premierministerin Theresa May mit dem Eingeständnis, sie „bedaure zutiefst“ das historische Vermächtnis Großbritanniens von Anti-Schwulen-Gesetzen im gesamten Commonwealth (dem früheren britischen Weltreich). Auch Außenminister Johnson reagierte auf Daleys Kommentar im Newsbeat-Interview (BBC Radio 1) mit dem Versprechen, die unveränderte Problematik im kommenden Gespräch mit den Staatsoberhäuptern dieser Länder zum Thema zu machen. Das Menschenrechtsbüro der Vereinten Nationen wendet sich bereits seit Jahren mit dem Aufruf an die genannten Länder, die LGBT-Minderheiten in ihren Grenzen besser zu schützen bzw. nicht länger zu verfolgen.
Im Vorfeld der Olympischen Spiele 2012 erschien Daleys erste Autobiografie mit dem Titel My Story, in welcher er seine Karriere bis zu diesem Zeitpunkt nachvollzieht (zuvor waren bereits mehrere inoffizielle Biografien anderer Autoren über ihn erschienen). Seither nutzte er einen Teil seiner Freizeit zum Verfassen zweier weiterer Bücher, in denen er unter Zuhilfenahme professioneller Fotografien einfache Rezepte und Workouts für den kleinen Geldbeutel (kein Equipment oder Studioanmeldung nötig) und jedes Fähigkeitenlevel präsentiert:
„Someone like my mum can do all of these things and all of these workouts. And I think that’s what I tried to aim this book more towards: someone that has never worked out before can do this book. Someone that has never cooked before in their life can cook the recipes from this book.“
Das Cover des zweiten Buches Tom’s Daily Goals (2018) ließ er sein YouTube-Publikum aus mehreren Vorschlägen wählen.

## Medaillen und Wettkampfplatzierungen
| Wettkampf                                            | Antritt für            | Jahr | Ort                            | Kategorie                         | Medaille | Platzierung | Punktzahl (Sieger) | Anmerkungen |
| ---------------------------------------------------- | ---------------------- | ---- | ------------------------------ | --------------------------------- | -------- | ----------- | ------------------ | --- |
| Olympische Spiele                                    | Vereinigtes Konigreich | 2008 | Peking                         | Turmspringen Einzel (Männer)      | –        | 7           | 463,55 (537,95)    | jüngster Teilnehmer (und Finalist) mit gerade 14 Jahren |
| Olympische Spiele                                    | Vereinigtes Konigreich | 2012 | • London                       | Turmspringen Einzel (Männer)      | Bronze   | 3           | 556,95 (568,65)    | bis zum fünften Sprung auf Platz 1, erst beim sechsten und letzten überholt von David Boudia und Qiu Bo (566,85 Pkt.); neue persönliche Bestleistung (zuvor 554,90 im Grand Prix 2009)                                                             |
| Olympische Spiele                                    | Vereinigtes Konigreich | 2016 | • Rio de Janeiro               | Turmspringen Einzel (Männer)      | –        | 18          | – (585,30)         | deutlicher erster Platz in der Qualifikationsrunde mit höchster Teil-Punktwertung in Qualifikation und Halbfinale (103,60 für den 4. Sprung, 571,85 Punkte insgesamt), dann völlig überraschend letzter Platz im Halbfinale mit nur 403,25 Punkten |
| Olympische Spiele                                    | Vereinigtes Konigreich | 2016 | • Rio de Janeiro               | Turmspringen Synchron (Männer)    | Bronze   | 3           | 444,45 (496,98)    | mit Daniel Goodfellow |
| Olympische Spiele                                    | Vereinigtes Konigreich | 2020 | Tokio                          | Turmspringen Synchron (Männer)    | Gold     | 1           | 471,81             | mit Matty Lee |
| Olympische Spiele                                    | Vereinigtes Konigreich | 2024 | Paris                          | Turmspringen Synchron (Männer)    | Silber   | 2           | 463,44             | mit Noah Williams |
| Weltmeisterschaft                                    | Vereinigtes Konigreich | 2009 | Rom                            | Turmspringen Einzel (Männer)      | Gold     | 1           | 539,85 (s. o.)     | jüngster Weltmeister (und Medaillengewinner) aller Zeiten |
| Weltmeisterschaft                                    | Vereinigtes Konigreich | 2009 | Rom                            | Turmspringen Synchron (Männer)    | –        | 9           | 390,36 (482,58)    | mit Max Brick |
| Weltmeisterschaft                                    | Vereinigtes Konigreich | 2011 | Shanghai                       | Turmspringen Synchron (Männer)    | –        | 6           | 407,46 (480,03)    | mit Peter Waterfield |
| Weltmeisterschaft                                    | Vereinigtes Konigreich | 2011 | Shanghai                       | Turmspringen Einzel (Männer)      | –        | 5           | 505,10 (585,45)    | |
| Weltmeisterschaft                                    | Vereinigtes Konigreich | 2013 | • Barcelona                    | Turmspringen Einzel (Männer)      | –        | 6           | 470,60 (581,00)    | |
| Weltmeisterschaft                                    | Vereinigtes Konigreich | 2015 | • Kasan                        | Team-Event                        | Gold     | 1           | 434,65 (s. o.)     | mit Rebecca Gallantree |
| Weltmeisterschaft                                    | Vereinigtes Konigreich | 2015 | • Kasan                        | Turmspringen Einzel (Männer)      | Bronze   | 3           | 537,95 (587,00)    | |
| Weltmeisterschaft                                    | Vereinigtes Konigreich | 2017 | Budapest                       | Turmspringen Einzel (Männer)      | Gold     | 1           | 590,95 (s. o.)     | aktueller persönlicher Bestwert |
| Weltmeisterschaft                                    | Vereinigtes Konigreich | 2017 | Budapest                       | Turmspringen Synchron (Männer)    | –        | 4           | 418,02 (498,48)    | mit Daniel Goodfellow |
| Weltmeisterschaft                                    | Vereinigtes Konigreich | 2017 | Budapest                       | Kunstspringen Synchron (Gemischt) | Silber   | 2           | 308,04 (323,70)    | mit Grace Reid |
| FINA World Cup                                       | Vereinigtes Konigreich | 2008 | Peking                         | Turmspringen Synchron (Männer)    | Bronze   | 3           | 446,07 (482,46)    | mit Blake Aldridge; Britischer Rekord; jüngster männlicher Medaillengewinner aller Zeiten in einem internationalen Wettbewerb |
| FINA World Cup                                       | Vereinigtes Konigreich | 2012 | • London                       | Turmspringen Synchron (Männer)    | –        | 7           | 419,97 (481,29)    | mit Peter Waterfield |
| FINA World Cup                                       | Vereinigtes Konigreich | 2012 | • London                       | Turmspringen Einzel (Männer)      | –        | 7           | 480,40 (566,85)    | |
| FINA World Cup                                       | Vereinigtes Konigreich | 2016 | • Rio de Janeiro               | Turmspringen Synchron (Männer)    | Bronze   | 3           | 446,40 (456,00)    | mit Daniel Goodfellow |
| FINA World Series                                    | Vereinigtes Konigreich | 2008 | • Sheffield                    | Turmspringen Einzel (Männer)      | Silber   | 2           | ()                 | |
| FINA World Series                                    | Vereinigtes Konigreich | 2008 | • Sheffield                    | Turmspringen Synchron (Männer)    | Gold     | 1           | ()                 | |
| FINA World Series                                    | Vereinigtes Konigreich | 2009 | Changzhou                      | Turmspringen Einzel (Männer)      | Bronze   | 3           | 540,70 ()          | neue persönliche Bestleistung (zuvor 517,55 in der Britischen Meisterschaft 2009) |
| FINA World Series                                    | Vereinigtes Konigreich | 2009 | • Sheffield                    | Turmspringen Einzel (Männer)      | Silber   | 2           | 540,85 ()          | neue persönliche Bestleistung (zuvor 540,70 im vorigen World Series Event in Changzhou 2009) |
| FINA World Series                                    | Vereinigtes Konigreich | 2011 | Peking                         | Turmspringen Synchron (Männer)    | Bronze   | 3           | ()                 | mit Peter Waterfield |
| FINA World Series                                    | Vereinigtes Konigreich | 2011 | • Sheffield                    | Turmspringen Synchron (Männer)    | Gold     | 1           | ()                 | mit Peter Waterfield |
| FINA World Series                                    | Vereinigtes Konigreich | 2011 | • Guanajuato                   | Turmspringen Einzel (Männer)      | Silber   | 2           | ()                 | |
| FINA World Series                                    | Vereinigtes Konigreich | 2012 | • Dubai                        | Turmspringen Einzel (Männer)      | Silber   | 2           | ()                 | |
| FINA World Series                                    | Vereinigtes Konigreich | 2012 | Peking                         | Turmspringen Einzel (Männer)      | Silber   | 2           | ()                 | |
| FINA World Series                                    | Vereinigtes Konigreich | 2012 | Peking                         | Turmspringen Synchron (Männer)    | Silber   | 2           | ()                 | mit Peter Waterfield |
| FINA World Series                                    | Vereinigtes Konigreich | 2012 | • Moskau                       | Turmspringen Einzel (Männer)      | Silber   | 2           | ()                 | |
| FINA World Series                                    | Vereinigtes Konigreich | 2012 | • Tijuana                      | Turmspringen Einzel (Männer)      | Gold     | 1           | ()                 | |
| FINA World Series                                    | Vereinigtes Konigreich | 2012 | • Tijuana                      | Turmspringen Synchron (Männer)    | Bronze   | 3           | ()                 | mit Peter Waterfield |
| FINA World Series                                    | Vereinigtes Konigreich | 2013 | • Edinburgh                    | Turmspringen Einzel (Männer)      | Gold     | 1           | ()                 | |
| FINA World Series                                    | Vereinigtes Konigreich | 2014 | Peking                         | Turmspringen Einzel (Männer)      | Bronze   | 3           | ()                 | |
| FINA World Series                                    | Vereinigtes Konigreich | 2014 | • Monterrey                    | Turmspringen Einzel (Männer)      | Silber   | 2           | ()                 | Abschluss der WS als Overall-Dritter (dotiert mit 15.000 USD Preisgeld) |
| FINA World Series                                    | Vereinigtes Konigreich | 2015 | Peking                         | Turmspringen Einzel (Männer)      | –        | 7           | – (587,40)         | vierter im Halbfinale mit 446,35 Punkten (zwei Halbfinalrunden, je die drei besten qualifizieren sich fürs Finale) |
| FINA World Series                                    | Vereinigtes Konigreich | 2015 | • Dubai                        | Turmspringen Einzel (Männer)      | Silber   | 2           | 578,25 (612,75)    | neue persönliche Bestleistung (zuvor 565,05 bei den Europameisterschaften 2012); zwei perfekte Sprünge (7 × 10 Punkte): im Halbfinale (207B; DD 3,6; 108 Punkte) und Finale (407C; DD 3,2; 96 Pkt.)                                                |
| FINA World Series                                    | Vereinigtes Konigreich | 2015 | • Kasan                        | Turmspringen Einzel (Männer)      | –        | 5           | 523,20 (573,05)    | |
| FINA World Series                                    | Vereinigtes Konigreich | 2015 | • London                       | Turmspringen Einzel (Männer)      | Gold     | 1           | 554,05 (s. o.)     | |
| FINA World Series                                    | Vereinigtes Konigreich | 2015 | • Windsor                      | Turmspringen Einzel (Männer)      | Bronze   | 3           | 511,50 (567,25)    | |
| FINA World Series                                    | Vereinigtes Konigreich | 2015 | • Windsor                      | Kunstspringen Synchron (Gemischt) | Bronze   | 3           | 296,31 (323,70)    | mit Alicia Jane Blagg |
| FINA World Series                                    | Vereinigtes Konigreich | 2015 | • Mérida                       | Turmspringen Einzel (Männer)      | Bronze   | 3           | 545,65 (570,05)    | |
| FINA World Series                                    | Vereinigtes Konigreich | 2015 | • Mérida                       | Kunstspringen Synchron (Gemischt) | Bronze   | 3           | 314,82 (331,53)    | mit Alicia Jane Blagg |
| FINA World Series                                    | Vereinigtes Konigreich | 2016 | Peking                         | Turmspringen Einzel (Männer)      | –        | 4           | 506,70 (572,40)    | |
| FINA World Series                                    | Vereinigtes Konigreich | 2016 | Peking                         | Turmspringen Synchron (Männer)    | Bronze   | 3           | 420,15 (477,15)    | mit Daniel Goodfellow |
| FINA World Series                                    | Vereinigtes Konigreich | 2016 | • Dubai                        | Turmspringen Einzel (Männer)      | –        | 7           | – (569,30)         | vierter im Halbfinale mit 479,50 Punkten |
| FINA World Series                                    | Vereinigtes Konigreich | 2016 | • Dubai                        | Turmspringen Synchron (Männer)    | Silber   | 2           | 428,91 (466,50)    | mit Daniel Goodfellow |
| FINA World Series                                    | Vereinigtes Konigreich | 2016 | • Windsor                      | Turmspringen Einzel (Männer)      | Bronze   | 3           | 536,50 (590,15)    | |
| FINA World Series                                    | Vereinigtes Konigreich | 2016 | • Windsor                      | Turmspringen Synchron (Männer)    | Silber   | 2           | 441,84 (482,01)    | mit Daniel Goodfellow |
| FINA World Series                                    | Vereinigtes Konigreich | 2016 | • Kasan                        | Turmspringen Einzel (Männer)      | Silber   | 2           | 554,60 (572,40)    | |
| FINA World Series                                    | Vereinigtes Konigreich | 2016 | • Kasan                        | Turmspringen Synchron (Männer)    | Bronze   | 3           | 442,59 (485,67)    | mit Daniel Goodfellow; Abschluss der WS als Overall-Zweite (90 Punkte, dotiert mit 20.000 USD Preisgeld; Overall-Erste: China, 108 Pkt.) |
| FINA World Series                                    | Vereinigtes Konigreich | 2017 | Peking                         | Turmspringen Einzel (Männer)      | Bronze   | 3           | 520,35 (556,25)    | |
| FINA World Series                                    | Vereinigtes Konigreich | 2017 | Peking                         | Kunstspringen Synchron (Gemischt) | –        | 4           | 300,33 (323,10)    | mit Grace Reid |
| FINA World Series                                    | Vereinigtes Konigreich | 2017 | Peking                         | Turmspringen Synchron (Männer)    | –        | 4           | 409,59 (488,85)    | mit Daniel Goodfellow |
| FINA World Series                                    | Vereinigtes Konigreich | 2017 | Guangzhou                      | Turmspringen Einzel (Männer)      | Silber   | 2           | 531,45 (601,15)    | |
| FINA World Series                                    | Vereinigtes Konigreich | 2017 | Guangzhou                      | Kunstspringen Synchron (Gemischt) | –        | 5           | 309,99 (333,00)    | mit Grace Reid |
| FINA World Series                                    | Vereinigtes Konigreich | 2017 | • Kasan                        | Turmspringen Einzel (Männer)      | Bronze   | 3           | 543,80 (580,60)    | |
| FINA World Series                                    | Vereinigtes Konigreich | 2017 | • Kasan                        | Turmspringen Synchron (Männer)    | Bronze   | 3           | 406,38 (462,57)    | mit Daniel Goodfellow ( Klein & Hausding Silber mit 408,54 Punkten → Differenz nur 2,16) |
| FINA World Series                                    | Vereinigtes Konigreich | 2017 | • Kasan                        | Kunstspringen Synchron (Gemischt) | Bronze   | 3           | 299,82 (322,50)    | mit Grace Reid |
| FINA World Series                                    | Vereinigtes Konigreich | 2017 | • Windsor                      | Turmspringen Einzel (Männer)      | Bronze   | 3           | 493,80 (569,10)    | Abschluss der WS als Overall-Dritter (58 Punkte, dotiert mit 15.000 USD Preisgeld; Overall-Erster und -Zweiter: Aisen Chen und Hao Yang, 72 und 62 Pkt.)                                                                                           |
| FINA World Series                                    | Vereinigtes Konigreich | 2017 | • Windsor                      | Turmspringen Synchron (Männer)    | –        | 4           | 383,28 (477,84)    | mit Daniel Goodfellow |
| FINA World Series                                    | Vereinigtes Konigreich | 2017 | • Windsor                      | Kunstspringen Synchron (Gemischt) | –        | 4           | 308,79 (335,10)    | mit Grace Reid (Bronze: Team Australien mit 308,82 Pkt. → Punktedifferenz nur 0,03!) |
| FINA World Series                                    | Vereinigtes Konigreich | 2018 | Peking                         | Turmspringen Einzel (Männer)      | –        | 9           | – (539,55)         | fünfter im Halbfinale mit 416,80 Punkten |
| FINA World Series                                    | Vereinigtes Konigreich | 2018 | Peking                         | Turmspringen Synchron (Männer)    | Bronze   | 3           | 400,68 (484,29)    | mit Daniel Goodfellow |
| FINA World Series                                    | Vereinigtes Konigreich | 2018 | Peking                         | Kunstspringen Synchron (Gemischt) | Silber   | 2           | 308,67 (331,50)    | mit Grace Reid |
| FINA World Series                                    | Vereinigtes Konigreich | 2018 | Fuji                           | Kunstspringen Synchron (Gemischt) | Silber   | 2           | 299,25 (328,50)    | mit Grace Reid |
| FINA World Series                                    | Vereinigtes Konigreich | 2018 | Fuji                           | Turmspringen Synchron (Männer)    | –        | 4           | 379,80 (449,91)    | mit Daniel Goodfellow |
| FINA World Series                                    | Vereinigtes Konigreich | 2018 | • Montreal                     | Kunstspringen Synchron (Gemischt) | Silber   | 2           | 300,84 (325,20)    | mit Grace Reid |
| FINA World Series                                    | Vereinigtes Konigreich | 2018 | • Kasan                        | Kunstspringen Synchron (Gemischt) | Silber   | 2           | 317,70 (324,96)    | mit Grace Reid; Punktedifferenz zu Gold nach 4/5 Sprüngen nur 0,06; Abschluss der World Series als Weltranglistenerste in dieser Kategorie: 4 × Silber (24 Punkte) = 96 Punkte (Deutschland drittplatziert mit 76 Punkten)                         |
| FINA Grand Prix                                      | Vereinigtes Konigreich | 2008 |                                | Turmspringen Einzel (Männer)      | Bronze   | 3           | ()                 | |
| FINA Grand Prix                                      | Vereinigtes Konigreich | 2008 | Turmspringen Synchron (Männer) | Silber                            | 2        | ()          |                    | |
| FINA Grand Prix                                      | Vereinigtes Konigreich | 2009 | • Fort Lauderdale              | Turmspringen Einzel (Männer)      | Gold     | 1           | 554,90 ()          | neue persönliche Bestleistung (zuvor 540,85 im World Series Event in Sheffield 2009), perfektes Ergebnis von 7 × 10 Punkten bei einem seiner Sprünge                                                                                               |
| FINA Grand Prix                                      | Vereinigtes Konigreich | 2009 | • Fort Lauderdale              | Turmspringen Synchron (Männer)    | Silber   | 2           | ()                 | mit Max Brick |
| Europameisterschaft                                  | Vereinigtes Konigreich | 2008 | • Eindhoven                    | Turmspringen Einzel (Männer)      | Gold     | 1           | 491,95 (s. o.)     | jüngster Teilnehmer des Wettbewerbs; jüngster Europameister überhaupt |
| Europameisterschaft                                  | Vereinigtes Konigreich | 2012 | • Eindhoven                    | Turmspringen Einzel (Männer)      | Gold     | 1           | 565,05 (s. o.)     | neue persönliche Bestleistung (zuvor 556,95 bei den Olympischen Spielen 2012) |
| Europameisterschaft                                  | Vereinigtes Konigreich | 2012 | • Eindhoven                    | Team-Event                        | –        | 6           | 327,90 (416,50)    | mit Rebecca Gallantree |
| Europameisterschaft                                  | Vereinigtes Konigreich | 2014 | • Berlin                       | Turmspringen Einzel (Männer)      | Silber   | 2           | 535,45 (586,10)    | |
| Europameisterschaft                                  | Vereinigtes Konigreich | 2014 | • Berlin                       | Turmspringen Synchron (Männer)    | –        | 4           | 403,74 (461,46)    | mit James Denny |
| Europameisterschaft                                  | Vereinigtes Konigreich | 2016 | • London                       | Turmspringen Einzel (Männer)      | Gold     | 1           | 570,50 (s. o.)     | |
| Europameisterschaft                                  | Vereinigtes Konigreich | 2016 | • London                       | Turmspringen Synchron (Männer)    | Silber   | 2           | 444,30 (445,26)    | mit Daniel Goodfellow; Goldmedaille ging an deutsche Konkurrenz Sascha Klein und Patrick Hausding |
| Europameisterschaft                                  | Vereinigtes Konigreich | 2016 | • London                       | Kunstspringen Synchron (Gemischt) | Gold     | 1           | 321,06 (s. o.)     | mit Grace Reid |
| Commonwealth Games                                   | England                | 2010 | Delhi                          | Turmspringen Einzel (Männer)      | Gold     | 1           | 538,35 (s. o.)     | |
| Commonwealth Games                                   | England                | 2010 | Delhi                          | Turmspringen Synchron (Männer)    | Gold     | 1           | 439,65 (s. o.)     | mit Max Brick |
| Commonwealth Games                                   | England                | 2014 | • Glasgow                      | Turmspringen Einzel (Männer)      | Gold     | 1           | 516,55 (s. o.)     | |
| Commonwealth Games                                   | England                | 2014 | • Glasgow                      | Turmspringen Synchron (Männer)    | Silber   | 2           | 399,36 (399,54)    | mit James Denny; die Goldmedaille ging äußerst knapp an das australische Duo Matthew Mitcham (Olympiasieger 2008) und Domonic Bedggood |
| Commonwealth Games                                   | England                | 2018 | • Gold Coast                   | Turmspringen Synchron (Männer)    | Gold     | 1           | 405.81 (s. o.)     | mit Daniel Goodfellow |
| Britische Meisterschaft                              | –                      | 2005 | Vereinigtes Konigreich         | Turmspringen Einzel (Männer)      | Bronze   | 3           | ()                 | jüngster Teilnehmer und Medaillengewinner (10 Jahre alt), Aufnahme in den Olympiakader, Beginn einer vierjährigen BBC-Dokumentation |
| Britische Meisterschaft                              | –                      | 2006 | Vereinigtes Konigreich         | Turmspringen Einzel (Männer)      | Bronze   | 3           | ()                 | |
| Britische Meisterschaft                              | –                      | 2007 | Vereinigtes Konigreich         | Turmspringen Einzel (Männer)      | Silber   | 2           | ()                 | |
| Britische Meisterschaft                              | –                      | 2008 | Vereinigtes Konigreich         | Turmspringen Einzel (Männer)      | Gold     | 1           | ()                 | |
| Britische Meisterschaft                              | –                      | 2008 | Vereinigtes Konigreich         | Turmspringen Synchron (Männer)    | Gold     | 1           | ()                 | |
| Britische Meisterschaft                              | –                      | 2009 | Vereinigtes Konigreich         | Turmspringen Einzel (Männer)      | Gold     | 1           | 517,55 (s. o.)     | persönliche Bestleistung; 133,45 Punkte Abstand zum Zweitplatzierten |
| Britische Meisterschaft                              | –                      | 2011 | Vereinigtes Konigreich         | Turmspringen Einzel (Männer)      | Silber   | 2           | ()                 | |
| Britische Meisterschaft                              | –                      | 2012 | Vereinigtes Konigreich         | Turmspringen Einzel (Männer)      | Gold     | 1           | ()                 | |
| Britische Meisterschaft                              | –                      | 2012 | Vereinigtes Konigreich         | Turmspringen Synchron (Männer)    | Gold     | 1           | ()                 | |
| Britische Meisterschaft                              | –                      | 2013 | Vereinigtes Konigreich         | Turmspringen Einzel (Männer)      | Gold     | 1           | ()                 | |
| Englische Meisterschaft (ASA National Championships) | –                      | 2007 | •                              | Turmspringen Einzel (Männer)      | Gold     | 1           | ()                 | |
| Australian Youth Olympic Festival (15–19 Jahre)      | Vereinigtes Konigreich | 2007 | • Sydney                       | Turmspringen Synchron (Männer)    | Silber   | 2           | ()                 | mit Callum Johnstone; Daleys Teilnahme als Zwölfjähriger in dieser Kategorie erst nach Sondererlaubnis möglich |
| FINA Jugend-Weltmeisterschaft                        | Vereinigtes Konigreich | 2008 | • Aachen                       | Turmspringen Einzel (Männer)      | Silber   | 2           | ()                 | |
| FINA Jugend-Weltmeisterschaft                        | Vereinigtes Konigreich | 2008 | • Aachen                       | Kunstspringen Einzel (Männer)     | Silber   | 2           | ()                 | |
| FINA Jugend-Weltmeisterschaft                        | Vereinigtes Konigreich | 2012 | • Adelaide                     | Turmspringen Einzel (Männer)      | Gold     | 1           | ()                 | |
| FINA Jugend-Weltmeisterschaft                        | Vereinigtes Konigreich | 2012 | • Adelaide                     | Kunstspringen Synchron (Männer)   | Gold     | 1           | ()                 | |
| Australian Elite Junior Nationals (14–15 Jahre)      | –                      | 2005 | Australien                     | Turmspringen Einzel (Männer)      | Gold     | 1           | ()                 | Gastteilnehmer auf Einladung |
| Australian Elite Junior Nationals (14–15 Jahre)      | –                      | 2005 | Australien                     | Kunstspringen Einzel (Männer)     | Silber   | 2           | ()                 | Gastteilnehmer auf Einladung |
| Aachen Junior International Event (14–15 Jahre)      | Vereinigtes Konigreich | 2005 | • Aachen                       | Turmspringen Einzel (Männer)      | Silber   | 2           | ()                 | |
| Aachen Junior International Event (14–15 Jahre)      | Vereinigtes Konigreich | 2005 | • Aachen                       | Kunstspringen Einzel (Männer)     | Bronze   | 3           | ()                 | |
| Britische Junioren-Meisterschaft (<18 Jahre)         | –                      | 2004 | Vereinigtes Konigreich         | Turmspringen Einzel (Männer)      | Gold     | 1           | ()                 | jüngster Gewinner der Wettkampfgeschichte im Turmspringen; erster nationaler Titel |
| Britische Junioren-Meisterschaft (<18 Jahre)         | –                      | 2006 | Vereinigtes Konigreich         | Turmspringen Einzel (Männer)      | Gold     | 1           | ()                 | |
| Britische Junioren-Meisterschaft (<18 Jahre)         | –                      | 2006 | Vereinigtes Konigreich         | Kunstspringen Einzel (Männer)     | Gold     | 1           | ()                 | |

## Weitere Auszeichnungen
- 2005: BBC South West Youngster of the Year[81]
- 2006: In den Top Ten der BBC beim Young Sports Personality of the Year Award
- 2007: BBC Young Sports Personality of the Year
- 2007: Herald Award Sports Personality of the Year
- 2008: In den Top Drei der BBC beim Young Sports Personality of the Year Award
- 2009: BBC Young Sports Personality of the Year
- 2009: BBC South West Young Sports Personality of the Year
- 2009: In den Top Ten der BBC beim Sports Personality of the Year Award
- 2009: Athlete-of-the-Year, Auszeichnung des LEN-Magazins für Wasserspringer
- 2009: Sport Matters Awards (Telegraph & Aviva School): Student of the Year (Male)
- 2009: Herald Award Sports Personality of the Year
- 2010: BBC Young Sports Personality of the Year
- 2010: In den Top Ten der BBC beim Sports Personality of the Year Award
- 2010: BBC Teen Radio 1 Awards: Best Sports Star
- 2011: BBC Teen Radio 1 Awards: Best Young Sports Star
- 2011: 3. Rang Piotr-Nurowski-Preis
- 2012: BBC Teen Radio 1 Awards: Best British Sports Star
- 2012: BBC Teen Radio 1 Awards: Male Hottie of the Year
- 2013: UK Kids Choice Awards: Favourite UK Sports Star[82]
- 2017: Wasserspringer des Jahres (FINA)[83]
- 2018: Europas Wasserspringer des Jahres (2017)[84]
- Im Rahmen der Neujahresehrung 2022 wurde Daley von Königin Elisabeth II. zum Officer des Order of the British Empire ernannt.

## Bibliografie
- 2012: My Story. Michael Joseph Publishing, London, 24. Mai 2012. ISBN 978-0-718-15807-1[77]
- 2016: Tom’s Daily Plan. Harper Collins Publishing, London, 29. Dezember 2016. ISBN 978-0-008-21229-2[78]
- 2018: Tom’s Daily Goals. Harlequin Publishing, London, 20. August 2018. ISBN 978-0-008-28137-3[79]

## Filme
- 2010: Tom Daley: The Diver and His Dad – ca. 60 Minuten, BBC One, EA 12. Oktober 2010 – Langzeitdokumentarfilm: Dreh 2009–2010 mit Archivmaterial ab 2004; behandelt Training und insbesondere das Verhältnis zu seiner Hauptbezugsperson, Vater Rob Daley
- 2012: Tom Daley: Diving for Britain – ca. 55 Minuten, BBC One, EA 23. Juli 2012 – Langzeitdokumentarfilm: Drehbeginn 2010, Ende unmittelbar vor London 2012; behandelt Training, Abitur, Sponsorensuche, Familie und insbesondere den Sterbeprozess seines Vaters
- 2016: Tom Daley: Diving for Gold – ca. 50 Minuten, ITV, EA 30. Juli 2016 – Langzeitdokumentarfilm: Drehbeginn nach London 2012, Ende unmittelbar vor Rio 2016; behandelt Training, Familie, Coming-out und Partnerschaft